# Der schwarze Husar (1915)
Der schwarze Husar ist ein deutsches Stummfilm-Kriegsdrama aus dem Jahre 1915 von Harry Piel.

## Handlung
Rittmeister Bodo und Leutnant Erwin von Eberstein sind zwei Brüder. Als der Erste Weltkrieg ausbricht, werden beide sofort einberufen. Bodo muss der Mutter versprechen, den jüngeren Erwin heil und gesund wieder zurückzubringen, dann ziehen beide mit Begeisterung in den Krieg. Eines Tages sind sie auf vorgeschobenem Posten eingeteilt und begegnen einer französischen Patrouille, die sie unnachgiebig verfolgt. Sie haben Glück im Unglück, als sie die sich mit ihrem Auto zwischen die Frontlinie verirrende Gräfin Alice vorbeifahren sehen. Die Adelige hatte sich auf dem Weg zu einer karitativen Tätigkeit verirrt, nimmt die beiden jungen Männer in ihrem Fahrzeug auf und bringt sie in Sicherheit. Beide Ebersteins finden anschließend Quartier in dem verlassenen Schloss Monjou nahe einem Fort. Bodo und Alice kommen sich derweil näher. Am folgenden Abend entdeckt Alice im Beisein der Offiziere, wie aus dem Schloss heimlich Lichtsignale abgesetzt werden. Die deutschen Soldaten gehen der Quelle dieses mutmaßlichen Verrats an den Gegner nach und ertappen den Schlossdiener auf frischer Tat.
Der Lakai gesteht, dass es einen geheimen Verbindungsgang zwischen Schloss und dem nahe gelegenen Fort, dem Stützpunkt des Feindes, gäbe. Bodo begibt sich mit drei seiner Männer zu Auskundschaftszwecken in den Gang. Dabei werden sie von Franzosen entdeckt und gefangen genommen. Alice, die aus Sorge ihrem Bodo gefolgt war, gerät ebenfalls in diese Falle. Dann sprengt der Feind den geheimen Verbindungsgang zum Schloss. Gräfin Alice weiß die Waffen weiblicher List einzusetzen, betört die Franzosen und setzt auf ihre Galanterie. So erreicht sie, dass man sie durch das feindliche Fort führt. Auch ein Geheimgemach, aus dem eine Flucht unmöglich sei, lässt sie sich zeigen. Die Franzosen treten dort ein, und Alice klappt sofort die Tür zu. Damit hat sie den Gegner mit einem Schlag Schachmatt gesetzt. Rasch eilt Alice zu Bodo. Klein-Erwin wiederum, hat sich aufgemacht, mit einigen seiner Leute das Fort, das von deutschem Artilleriefeuer unter Beschuss genommen wird, zu überfallen und im Handstreich einzunehmen. Als Parlamentär fordert er die Franzosen auf, sich der deutschen Übermacht zu ergeben. Tatsächlich knickt der Gegner ein, doch zwei Franzosen entkommen und wollen das Fort in die Luft sprengen. Erwin bemerkt deren Absicht und durchschneidet die Drähte, die diese Sprengung möglich machen sollen. Es fällt ein Schuss, und Erwin sinkt tödlich getroffen zusammen. In den Armen seines Bruders stirbt er. In fremder Erde wird Erwin bestattet, das ihm und Bodo für beider Tapferkeit zugedachte Eiserne Kreuz wird der erschütterten Mutter überbracht.

## Produktionsnotizen
Der schwarze Husar entstand zum Jahreswechsel 1914/15 und passierte die Filmzensur im Februar 1915. Der Vierakter wurde wohl wenig später uraufgeführt. In Österreich-Ungarn konnte man den Film ab dem 28. Januar 1916 sehen.
Für die beiden Darsteller der Grafenbrüder war dieser Film ihr erster oder einer ihrer ersten Auftritte vor der Kamera. Carl Heinz Wolff wechselte kurz darauf zur Filmregie.

## Kritik
„“Der schwarze Husar” ist ein Kriegsdrama von ergreifender Handlung, das interessante Kriegsepisoden sowie gute Schlachten- und Gefechtsbilder zeigt.“